# Okres Tiszaújváros
Okres Tiszaújváros (maďarsky Tiszaújvárosi járás) je okres v severovýchodním Maďarsku v župě Borsod-Abaúj-Zemplén. Jeho správním centrem je město Tiszaújváros.

## Sídla
V okrese se nachází celkem 16 měst a obcí.
| - Girincs - Hejőbába - Hejőkeresztúr - Hejőkürt - Hejőpapi - Hejőszalonta - Kesznyéten - Kiscsécs | - Nagycsécs - Nemesbikk - Oszlár - Sajóörös - Sajószöged - Szakáld - Tiszapalkonya - Tiszaújváros |